# Ямайский политический конфликт
Политический конфликт на Ямайке — вооружённый конфликт между правыми и левыми элементами в стране. Ямайская Лейбористская партия и Народная национальная партия боролись за контроль над островом в течение продолжительного времени, а их соперничество переходило в городские бои в Кингстоне. Обе стороны обвиняют друг друга в том, что обе сотрудничают с иностранными спецслужбами. Считается, что лейбористы поддерживались американским Центральным разведывательным управлением, в то время как Народную партию поддерживал Советский Союз и Фидель Кастро.

## История

### Начало. Период до обретения независимости
К 1943 году Лейбористы и Народники утвердились в качестве основных соперничающих политических партий Ямайки, выходящих из недавних Карибских трудовых волнений. После выборов 1944 года насилие стало обычным признаком их соперничества. Так Александр Бустаманте начал поощрять агрессию в сторону сторонников ННП, утверждая, что они коммунисты. Александр Бустаманте также начал специально обслуживать своих политических избирателей, например, предлагая трудовые визы мигрантам специально по политическим линиям, которые ему благоприятствовали.

### Формирование гарнизонов
Ямайка получила независимость в 1962 году. Начиная 1963 года, политические партии платили членам субкультуры грубых мальчиков за участие в войне за территорию с политическими соперниками. Как только в 1965 году к власти пришла ЯЛП, они снесли трущобы и построили на их месте сады Тиволи. Проект контролировался Эдвардом Сиагой, а Тиволи Гарденс стал лейбористским гарнизоном. В ответ на это ННП создала свои собственные гарнизоны, тем самым укрепив традицию насильственных гарнизонных общин на Ямайке. К выборам 1966 года перестрелки и взрывы стали обычным делом, и полиция регулярно подвергалась обстрелам. Это привело к тому, что более 500 человек получили ранения, 20 человек погибли и 500 были арестованы во время полицейских рейдов.

### Эскалация политического насилия
Спорадическое политическое насилие перерастало в открытую городскую войну после серии вспышек насилия. Восстание Генри, инцидент в коралловых садах, антикитайские бунты 1965 года, чрезвычайное положение 1966—1967 годов и, наконец, бунты в родни. Эти события положили начало этническому националистическому элементу в ямайской политике и дальнейшей нормализации политического насилия в ямайском обществе в целом.
Политическое насилие стало обычным явлением на Ямайке. Политические партии начали платить криминальным авторитетам за поддержку местных банд. Угрозы убийством и покушения также начинают становиться все более частыми. 1974 году ННП открыто заявила о своей поддержке принципов демократического социализма. Кандидат от ННП Майкл Мэнли начал публично восхвалять Фиделя Кастро. ЯЛП возникла как правый фланг, противостоящий этой новой возникающей левизне. Центральное разведывательное управление начало поставлять оружие линчевателям лейбористов.
К выборам 1976 года в ходе конфликта было убито более сотни человек, и политические партии начали формировать военизированные подразделения. В 1978 году пять сторонников ЯЛП были убиты официальными ямайскими солдатами. Музыка регги стала голосом за мир в стране, и знаковый концерт "One Love Peace" был проведен в надежде на мир. К выборам 1980 года 844 человека были убиты в результате политического насилия, предшествовавшего голосованию.

### Участие в торговле наркотиками
К 1980-м годам ЯЛП получила контроль над страной и приняла неолиберальную политику. Банды стали недовольны уменьшением подачек, предоставляемых их политическими лидерами, и из-за кампаний DEA отвернулись от контрабанды марихуаны и торговли кокаином. Недавно обогатившиеся эти банды стали более активно участвовать в управлении гарнизонными общинами, которые они контролировали. Отряд ливневой банды jlp aligned был одной из этих недавно обогащенных банд. ЦРУ поставляло этому отряду оружие, обучение и транспорт в Соединенные Штаты.

### Волнения в Кингстоне 2010 года
После международного давления правительство Ямайки согласилось арестовать и экстрадировать известного лидера банды Кристофера Кокса. Некоторые ямайские СМИ предположили, что его арест объясняется помощь, которую премьер-министр Брюс Голдинг получил от Кокса. Во время рейдов и попыток арестовать Кокса по всему Кингстону вспыхивали ожесточенные перестрелки со стороны его союзников, чтобы предотвратить его захват.

### Последние события
Несмотря на многочисленные мирные соглашения, политические партии по прежнему часто платят преступникам за поддержку и поощряют военизированные гарнизоны.